# مایکل کولینز (رهبر ایرلندی)
مایکل کولینز (۱۶ اکتبر ۱۸۹۰ تا ۲۲ اوت ۱۹۲۲) رهبر انقلابی، وزیر دارایی، رئیس اداره اطلاعات IRA و عضو گروه ایرلندی در مباحثات و بستن قرارداد انگلیس-ایرلند و رئیس ارتش ملی ایرلند بود. وی در جریان جنگ داخلی ایرلند در ۲۲ اوت ۱۹۲۲ به ضرب گلوله کشته شد. وی از سوی بسیاری از جناح‌های درگیر در ایرلند به عنوان بانی ایرلند جدید شناخته می‌شود. در سال ۱۹۹۶ فیلمی با موضوع زندگی مبارزاتی وی توسط نیل جردن ساخته شد. این فیلم در سال ۱۳۸۶ توسط شبکه ۱ ایران، برنامه سینما ۱، دوبله و پخش شده‌است.